# Katonai Nemzetbiztonsági Szolgálat
A Katonai Nemzetbiztonsági Szolgálat (rövidítve: KNBSZ) a kormány irányítása alatt álló, az ország egész területére kiterjedő illetékességgel rendelkező titkosszolgálat, önálló gazdálkodást folytató költségvetési szerv. Rendeltetése a Magyarország ellen irányuló támadó szándékú törekvések, az ország szuverenitását sértő tevékenységek időbeni felderítése és elhárítása.
2012. január 1-jén jött létre a korábbi két katonai nemzetbiztonsági szolgálat, a Katonai Felderítő Hivatal és a Katonai Biztonsági Hivatal összevonásával, amelyet a gyakorlatban a Katonai Felderítő Hivatal átnevezésével, okiratának módosításával, valamint a megszüntetett Katonai Biztonsági Hivatal általános jogutódként történt beolvasztásával hajtottak végre.
A Szolgálat működésének jogi alapjait, feladatait, a hozzá kötődő szervezeti- és eszközrendszert, az irányítási- és az ellenőrzési jogosultságot, a jogi- és politikai garanciákat a nemzetbiztonsági szolgálatokról szóló – a 2011. évi CLXXI. törvénnyel módosított – 1995. évi CXXV. törvény biztosítja.
A KNBSZ jogi személy, önálló állománytáblával rendelkező szervezet, személyi állománya a honvédelmi tárca költségvetési létszámkeretébe tartozik, de a Magyar Honvédség létszámát nem terheli. A szervezetnél a Magyar Honvédség hivatásos és szerződéses állományú katonái teljesítenek szolgálatot, illetve közalkalmazottak állnak jogviszonyban. A hivatásos katonák a Magyar Honvédség rendelkezési állományából kerülnek vezénylésre. Az állomány jogviszonyát és a szolgálat ellátását alapvetően a nemzetbiztonsági szolgálatokról szóló 1995. évi CXXV. törvény, és a honvédek jogállásáról szóló 2012. évi CCV. törvény, valamint a végrehajtásukra kiadott különböző szintű jogi normák szabályozzák.

## Irányítása, vezetése, ellenőrzése
A kormány a Katonai Nemzetbiztonsági Szolgálatot a honvédelmi miniszter útján irányítja. A miniszter irányítási jogköre átfogja az országos hatáskörű szervvel kapcsolatos államigazgatási és költségvetési irányítási jogok teljes körét. A szerv működésének általános kereteit, szervezeti felépítését, konkrét feladatkörét a honvédelmi miniszter rendeletekben és utasításokban határozza meg.
A szolgálat élén a főigazgató áll, akit a honvédelmi miniszter előterjesztésére a miniszterelnök nevez ki és ment fel. A főigazgató a törvények, a jogszabályok és az állami irányítás egyéb jogi eszközei által meghatározott keretek között önálló felelősséggel vezeti a szolgálatot; feladatait az 1995. évi CXXV. törvény szabályozza. Helyetteseit a főigazgató javaslatára a honvédelmi miniszter nevezi ki és menti fel.
A nemzetbiztonsági szolgálatokról szóló törvényben meghatározottak szerint a KNBSZ felett két országgyűlési bizottság rendelkezik ellenőrzési jogkörrel:
- az Országgyűlés nemzetbiztonsági bizottsága;[9]
- az Országgyűlés honvédelmi és rendészeti bizottsága.[10]

A nemzetbiztonsági bizottság a szolgálat alkotmányos, törvényes működését ellenőrzi a törvényhozás politikai eszközeinek alkalmazásával, a honvédelmi és rendészeti bizottság pedig az ország védelmi képessége szempontjából ellenőrzi a speciális feladatokat ellátó szolgálat általános tevékenységét.
A bizottságokat a honvédelmi miniszter rendszeresen tájékoztatja a KNBSZ tevékenységéről, az ország és a honvédelmi szféra biztonsági helyzetéről, illetve a szolgálat törvényben előírt feladatainak teljesítéséről. A nemzetbiztonsági bizottság megkapja a szolgálat által a kormány számára készített – nemzetbiztonsági kérdéseket érintő – értékeléseket, jelentéseket.
A KNBSZ főigazgatója évente beszámol mindkét parlamenti bizottság előtt.
A KNBSZ költségvetési felügyeletét a honvédelmi miniszter, illetve a minisztérium költségvetési felügyeleti szakszervei látják el. Gazdálkodásának törvényességét az Állami Számvevőszék is ellenőrzi.

## Feladata
A KNBSZ elsősorban katonai hírszerzési, illetve kém- és terrorelhárítási, valamint alkotmányvédelmi és bűnmegelőzési feladatokat lát el. Ennek érdekében, a nyílt és a bírói engedélyhez vagy ilyen engedélyhez nem kötött titkos információgyűjtés eszközrendszerével – a polgári nemzetbiztonsági szolgálatokkal együttműködve – elősegíti Magyarország nemzetbiztonsági érdekeinek érvényesítését, ezáltal közreműködik az ország szuverenitásának és alkotmányos rendjének védelmében.
Részleteiben
- felfedi a Magyarország ellen irányuló, támadó szándékra utaló törekvéseket;
- felderíti és elhárítja a külföldi titkosszolgálatoknak Magyarország szuverenitását, honvédelmi érdekeit sértő vagy veszélyeztető törekvéseit és tevékenységét;
- megszerzi, elemzi és továbbítja a kormányzati döntésekhez szükséges, a külföldi eredetű, a biztonságpolitika katonai elemét érintő katonapolitikai, hadiipari és katonai információkat;
- működési területén felderíti és elhárítja Magyarország törvényes rendjének jogellenes eszközökkel történő megváltoztatására vagy megzavarására irányuló leplezett törekvéseket;
- feladatkörét érintően információkat gyűjt a válságkörzetekről, illetve a Magyar Honvédség műveleti területen lévő alakulatait és azok állományát veszélyeztető törekvésekről és tevékenységekről, valamint részt vesz a Magyar Honvédség műveleti területen alkalmazott erőinek nemzetbiztonsági védelmében, felkészítésében és támogatásában;
- biztosítja a Honvéd Vezérkar hadászati-hadműveleti tervező munkájához szükséges információkat, működteti Magyarország katonai felderítő rendszerét;
- információkat gyűjt a honvédelmi érdeket veszélyeztető kiber-tevékenységről és szervezetekről, biztosítja a honvédelemért felelős miniszter által vezetett minisztérium, valamint a Honvéd Vezérkar információvédelmi tervező munkájához szükséges információkat;
- információkat gyűjt a nemzetbiztonságot veszélyeztető terrorszervezetekről, felderíti és elhárítja a honvédelemért felelős miniszter által vezetett minisztérium és a Magyar Honvédség szervezeteinél a külföldi hatalmak, személyek vagy szervezetek terrorcselekmény elkövetésére irányuló törekvéseit;
- információkat gyűjt a nemzetbiztonságot veszélyeztető, jogellenes fegyverkereskedelemről, a honvédelemért felelős miniszter által vezetett minisztériumot és a Magyar Honvédség biztonságát veszélyeztető szervezett bűnözésről, ezen belül kiemelten a jogellenes kábítószer- és fegyverkereskedelemről;
- közreműködik a nemzetközileg ellenőrzött termékek és technológiák, valamint a haditechnikai eszközök és szolgáltatások jogellenes forgalmának felderítésében, megelőzésében, megakadályozásában és legális forgalmának ellenőrzésében;
- ellátja az illetékességi körébe tartozó, a kormányzati tevékenység szempontjából fontos katonai szervek és létesítmények (intézmények), valamint a kormányzati és katonai vezetési objektumok biztonsági védelmét;
- működési területén a nyomozás elrendeléséig végzi az az állam elleni bűncselekmények (Btk. XXIV. fejezet), az emberiesség elleni bűncselekmények (Btk. XIII. Fejezet), a háborús bűncselekmények (Btk. XIV. Fejezet), a külföldre szökés (Btk. 434. §), a zendülés (Btk. 442. §) és a készenlét fokozásának veszélyeztetése (Btk. 454. §) bűncselekmények felderítését;
- működési területén felderíti a terrorcselekményt (Btk. 314–316. §), a terrorcselekmény feljelentésének elmulasztását (Btk. 317. §) és a terrorizmus finanszírozását (Btk. 318. §);
- működési területén információkat szerez a közösség tagja elleni erőszak (Btk. 216. §), a minősített adattal visszaélés (Btk. 265. §), a jármű hatalomba kerítése (Btk. 320. §), a közveszély okozása (Btk. 322. §), a nemzetközi gazdasági tilalom megszegése (Btk. 327. §), a nemzetközi gazdasági tilalom megszegése feljelentésének elmulasztása (Btk. 328. §), a haditechnikai termékkel vagy szolgáltatással visszaélés (Btk. 329. §), a kettős felhasználású termékkel visszaélés (Btk. 330. §), a közösség elleni uszítás (Btk. 332. §), a rémhírterjesztés (Btk. 337. §), a közveszéllyel fenyegetés (Btk. 338. §) bűncselekményekre vonatkozóan, felderíti továbbá mindazon bűncselekményeket, amelyek veszélyeztetik a honvédelemért felelős miniszter által vezetett minisztérium és a Magyar Honvédség törvényes feladatainak végrehajtását;
- ellátja a honvédelemért felelős miniszter által vezetett minisztérium és a Magyar Honvédség szervezeteiben folytatott hadiipari kutatás-fejlesztéssel, gyártással és kereskedelemmel összefüggő nemzetbiztonsági feladatokat;
- a Nemzeti Biztonsági Felügyelet megkeresésére elvégzi a hatáskörébe tartozó gazdálkodó szervezetek cégellenőrzését;
- elvégzi a minősített adatot, az ország alapvető biztonsági, nemzetbiztonsági érdekeit érintő vagy a különleges biztonsági intézkedést igénylő beszerzések sajátos szabályairól szóló kormányrendelet szerinti előzetes minősítést, beszerzési eljáráshoz kötődő minősítést, valamint saját minősített beszerzései tekintetében elvégezheti a szükséges kiegészítő ellenőrzést.
- ellátja a hatáskörébe tartozó személyek nemzetbiztonsági védelmének, illetve ellenőrzésének feladatait;
- a hatáskörébe tartozó állománya tekintetében ellátja a belső biztonsági és bűnmegelőzési célú ellenőrzési feladatokat.[11]

## Szervezeti felépítése
A KNBSZ szervezeti felépítése :
```
                                          Főigazgató
                      ________________________|_____________________
                      |                                            | 
            főigazgató-helyettes                         főigazgató-helyettes
                      |                                            |
            Katonai felderítő és                         Művelet-támogató szakterületek
            elhárító szakterületek                      (jogi, tervezési, nemzetközi,
                                                         együttműködési, gazdálkodási,
                                                         humán, infokommunikációs
                                                         szakterületek)
```

## Létszám és költségvetés
Alapadatok, az éves költségvetési törvények és azok végrehajtásáról szóló törvények indoklásai alapján:
| Év   | Létszám (fő) | Költségvetés (millió Ft) | Költségvetés (millió Ft) |
| Év   | Létszám (fő) | tervezet                 | éves támogatás           |
| ---- | ------------ | ------------------------ | ------------------------ |
| 2012 | ~ 860        | 10 319,7                 | 10 080,2                 |
| 2013 | n.a.         | 10 157,9                 | 10 692,0                 |
| 2014 | n.a.         | 10 347,0                 | 13 050,5                 |
| 2015 | n.a.         | 10 915,3                 | 10 915,3                 |
| 2016 | 869          | 13 576,8                 | 13 848,6                 |
| 2017 | 869          | 14 411,5                 | –                        |
| 2018 | 1000         | 15 534,9                 | –                        |
| 2019 | 1050         | –                        | –                        |

## Főigazgató
- Kovács József altábornagy (2012. január 1.[14] – 2018. május 21.)[15]
- Béres János altábornagy (2018. június 1.[16] – 2023. november 5.)[17]
- Tajti Norbert vezérőrnagy (2023. november 6.[18] –)